# Межевой (Ростовская область)
Межево́й — посёлок в Азовском районе Ростовской области.
Входит в состав Кугейского сельского поселения.

## География
Посёлок находится на правом берегу реки Чубурка, около границы с Краснодарским краем, на расстоянии 50 км (по дорогам) к югу от города Азов, административного центра района.

## Население
| 1989 | 2002 | 2010 |
| ---- | ---- | ---- |
| 24   | ↘9   | ↗15  |

## Улицы
В посёлке имеются две улицы: 4 Отделение и Кольцевая.